# 深月れいの
深月 れいの（みつき れいの、9月18日 - ）は、日本の女性声優。神奈川県出身。アルファリングス プロモーション所属。身長158cm。

## 人物

### 経歴
- ナレーションやMC、インターネットラジオなどで活躍しており、音楽ライブ「VOICE☆LOVERS」、BIGTIME i-dol「祥とれいののキュアナイト☆ステーション」の公開LIVEに出演。
- 2010-2011年 堀川りょう Presents 「Count Down Live 2010-2011」メイン司会を務めた。

## 出演作品
太字は主役・主要キャラクター

### ボイスドラマ
- 「癒しの天使キュアエンジェル」紗夜・キャンサー・ストップ役

### 朗読劇
- 「癒しの天使キュアエンジェル」紗夜・キャンサー・ストップ役

### ラジオ
- BIGTIME i-dol 「祥とれいののキュアナイト☆ステーション」メインパーソナリティ（調布FM）竹谷祥・深月れいの

WEB
- ギャルゲードットコムPresents 「体育倉庫’5」 メインパーソナリティ
- 「わりかし」メインパーソナリティ

### MC
- 堀川りょう Presents 「Count Down Live 2010-2011」メイン司会
- USEN Presents 「アイドルボンバイエ」
- SONY 「デジタルビデオカメラ」
- NTTフレッツ光
- パナソニックマッサージ
- 企業向け携帯発表:au

### テレビ
フジテレビ
- 韓流α 「18・29〜妻が突然18歳!?」吹き替え

TBS
- シンデレラになりたい

### 歌手活動
- ユニット「ARoMa fleur」アロマフルール 数多く活動中
- BIG TIME i-dol 祥（さち）とれいののキュアナイト☆ステーション ～アニソン・アイドル聴くならキュアステ～ 公開収録